# انتخابات مجلس الأمن التابع للأمم المتحدة 2013
أُجريت انتخابات مجلس الأمن التابع للأمم المتحدة لعام 2013 في 17 أكتوبر 2013 خلال الدورة الثامنة والستين للجمعية العامة للأمم المتحدة، التي عقدت في مقر الأمم المتحدة في مدينة نيويورك. انتخبت الجمعية السعودية وتشاد ونيجيريا وتشيلي وليتوانيا أعضاءً غير دائمين في مجلس الأمن التابع للأمم المتحدة لمدة عامين تبدأ في 1 يناير 2014. وفي اليوم التالي أعلنت المملكة العربية السعودية اعتذارها عن عضوية المجلس متهمة مجلس الأمن بالمعايير مزدوجة وعدم القدرة على حل القضايا الهامة في الشرق الأوسط وخاصة القضية الفلسطينية.

## القواعد
يتألف مجلس الأمن من 15 مقعدًا، يشغلها خمسة أعضاء دائمين وعشرة أعضاء غير دائمين. وفي كل عام، يتم انتخاب نصف الأعضاء غير الدائمين لمدة عامين.   ولا يجوز للعضو الحالي أن يترشح على الفور لإعادة انتخابه. 
وفقًا للقواعد التي يتم بموجبها تناوب المقاعد العشرة غير الدائمة في مجلس الأمن بين الكتل الإقليمية المختلفة التي تقسم إليها الدول الأعضاء في الأمم المتحدة تقليديًا لأغراض التصويت والتمثيل،  يتم تخصيص المقاعد الخمسة المتاحة على النحو التالي: 
- مقعدان للدول لأفريقيا
- مقعد لبلدان المجموعة الآسيوية (الآن مجموعة آسيا والمحيط الهادئ)[10] لـ"المقعد العربي"
- مقعد لمجموعة شرق أوروبا
- مقعد لأمريكا اللاتينية ومنطقة البحر الكاريبي

## النتائج

### المجموعتين الأفريقية والآسيوية
| نتائج انتخابات آسيا والمحيط الهادئ وأفريقيا | نتائج انتخابات آسيا والمحيط الهادئ وأفريقيا |
| ------------------------------------------- | ------------------------------------------- |
| الدولة                                      | الجولة الاولى                               |
| نيجيريا                                     | 186                                         |
| تشاد                                        | 184                                         |
| السعودية                                    | 176                                         |
| غامبيا                                      | 2                                           |
| السنغال                                     | 2                                           |
| لبنان                                       | 1                                           |
| ممتنعون                                     | 0                                           |
| الأغلبية المطلوبة                           | 128                                         |

### مجموعة أمريكا اللاتينية والكاريبي
| نتائج انتخابات منطقة البحر الكاريبي وأمريكا اللاتينية | نتائج انتخابات منطقة البحر الكاريبي وأمريكا اللاتينية |
| ----------------------------------------------------- | ----------------------------------------------------- |
| الدولة                                                | الجولة الاولى                                         |
| تشيلي                                                 | 186                                                   |
| ممتنعون                                               | 5                                                     |
| الأغلبية المطلوبة                                     | 124                                                   |

### مجموعة أوروبا الشرقية
| نتائج انتخابات مجموعة دول أوروبا الشرقية | نتائج انتخابات مجموعة دول أوروبا الشرقية |
| ---------------------------------------- | ---------------------------------------- |
| الدولة                                   | الجولة الاولى                            |
| ليتوانيا                                 | 187                                      |
| كرواتيا                                  | 1                                        |
| ممتنعون                                  | 2                                        |
| اصوات باطلة                              | 1                                        |
| الأغلبية المطلوبة                        | 126                                      |